# Cauza Stoicescu vs. România
Prin Cauza Stoicescu vs. România (Cererea nr. 9718/03, hotărârea din 26 iulie 2011) statul roman a fost găsit vinovat pentru încălcarea articolului 8 din Convenția Europeană a Drepturilor Omului, referitor la dreptul la viață privată, și a articolului 6, referitor la dreptul de a avea acces la justiție.
Cauza a fost deschisă la CEDO de către Georgeta Stoicescu, fiind continuată, după decesul acesteia de către soțul acesteia, Georgel Stoicescu. În reclamația către CEDO, Georgeta Stoicescu a susținut ca autoritățile locale nu au luat măsurile necesare pentru a rezolva problema câinilor comunitari din București și pentru a asigura siguranța și sănătatea locuitorilor orașului. Ea și-a argumentat poziția apelând la articolul 3 din Convenția Drepturilor Omului, care interzice tratamentul inuman sau degradant, și a articolului 8, care garantează dreptul la viață privată și de familie.
Mai mult, pe baza alineatului 1 a articolului 6 din Convenție, care stipulează dreptul la un proces echitabil, femeia a reclamat și că instanțele naționale i-au respins cererile de despăgubire pe care le formulase, fără a examina fondul cazului ei.

## Decizia Curții
Judecătorii europeni au decis că statul roman a încălcat toate cele trei articole invocate de reclamanți și au hotărât că România trebuie să plătească despăgubiri de 9.000 de euro cu titlu de daune morale și 20 de euro, cu titlul de cheltuieli de judecată.

## Descrierea faptelor și argumentația Curții[1]
În fapt, Curtea de la Strasbourg a reținut că la data de 24 octombrie 2000, reclamanta Georgeta Stoicescu, a fost atacată, mușcată și aruncată la pământ de 7 câini comunitari, în fața casei sale din cartierul Pajura, București. În urma atacului, reclamanta a fost rănită la cap și picior (femur fracturat). După atacul suferit, starea de sănătate a reclamantei s-a deteriorat, astfel încât la 4 iunie 2003 ea a fost încadrată în categoria persoanelor cu handicap. Instanța europeană a subliniat, de asemenea, că reclamanta a început să sufere de amnezie, dureri de umeri și picioare și să prezinte dificultăți în ceea ce privește alimentația. S-a arătat că reclamanta trăia într-o stare continuă de anxietate și n-a mai părăsit domiciliul de teama unui alt atac.
Raportat la starea de fapt din speță, CEDO a reținut că, potrivit relatărilor mass-media, la momentul incidentului, numărul câinilor comunitari era deja o problemă veche, semnalată încă din anii 1990. De asemenea, potrivit aceleiași surse, în anul 2000 numărul câinilor din București se ridica la 200.000.
Cu privire la încălcarea articolului 8 din Convenție, CEDO a reținut că, în urma atacului câinilor comunitari și a consecințelor sale, reclamanta a suferit, în mod incontestabil, atât din punct de vedere fizic cât și psihic. Instanța europeană a observat că autoritățile naționale dispuneau la momentul incidentului de informații abundente și detaliate cu privire la problema câinilor comunitari și a pericolului pe care aceștia îl reprezentau pentru populație. Mai mult, s-a reținut că, încă înainte de atacul suferit de reclamantă, exista o bază legală pentru crearea unei structuri specifice de supraveghere a câinilor comunitari, iar aceste reglementări în materie au fost de mai multe ori modificate, în principal în ceea ce privește organizarea și controlul acestei structuri. S-a constatat că în ciuda reglementărilor legale existente, problema câinilor comunitari nu s-a îmbunătățit.
CEDO a acceptat argumentul Guvernului României potrivit căruia responsabilitatea pentru problema câinilor comunitari revine și societății civile. Sub acest aspect, s-a arătat că nu trebuie să se impună autorităților o sarcină excesivă sau insuportabilă în ceea ce privește prioritățile și resursele. Curtea a remarcat însă că nu s-a menționat nicio măsură concretă pe care autoritățile ar fi  luat-o la momentul respectiv în vederea soluționării problemei câinilor comunitari și nu s-a demonstrat că legislația și practica din acest domeniu ar fi fost de natură să acorde un remediu adecvat victimelor atacurilor câinilor comunitari.  
Cu privire la situația particulară a reclamantei, s-a arătat că, în ciuda faptului că printr-o hotărâre nedefinitivă i s-a recunoscut dreptul la despăgubire, aceasta nu și-a văzut satisfăcut dreptul la repararea prejudiciului, instanțele respingându-i acțiunea din motive procedurale.
În concluzie, CEDO a apreciat cu majoritate (6 contra 1) că insuficiența măsurilor luate de către autorități pentru a soluționa problema câinilor comunitari, combinată cu lipsa unui remediu efectiv pentru prejudiciul produs, conduc la încălcarea articolului 8 din Convenție.
În ceea ce privește încălcarea articolului 61 din Convenție, s-a constatat că sarcina impusă reclamantei, de a identifica autoritatea responsabilă cu supravegherea organismului competent în ceea ce privește câinii comunitari, a fost disproporționată, în condițiile în care potrivit legislației interne consiliile municipale sunt însărcinate să creeze structuri care să gestioneze situația câinilor comunitari și primăriile sunt însărcinate cu punerea în aplicare a politicilor consiliilor municipale.
În consecință, Curtea a considerat în unanimitate că reclamanta nu a putut cere repararea prejudiciului pentru atacul suferit și a concluzionat că nu a beneficiat de un drept de acces efectiv la un tribunal.

## 
- Textul integral al sentinței în limba engleză